# Parachironomus primitivus
Parachironomus primitivus är en tvåvingeart som först beskrevs av Oskar Augustus Johannsen 1932.  Parachironomus primitivus ingår i släktet Parachironomus och familjen fjädermyggor. Inga underarter finns listade i Catalogue of Life.